# エースコック
エースコック株式会社（英: Acecook Co.,Ltd.）は、日本の大阪府吹田市江坂町に本社を置く、インスタントラーメンの製造販売企業である。フライパンを持ったコックの姿をしたこぶたのシンボルマーク（ただし日本のみ）で知られる。企業スローガンは「Cook happiness おいしい しあわせ つくりたい」。かつての企業スローガンは「明るい家庭の食卓を作るエースコック」であった。

## 概要
創業者の村岡慶二が1948年（昭和23年）に大阪市住吉区でパンの製造販売をする「龍門製パン所」を設立する。その後しばらくして、1954年（昭和29年）に、ビスケットの製造販売をする「梅新製菓」を設立する一方でインスタントラーメンの製造を開始する。1959年（昭和34年）に第1号となる「北京ラーメン」を発売、続いて同年「エースラーメン」を発売した（「料理の上手なコック」を意味する）。1963年（昭和38年）に、「ワンタンメン」を発売。
インスタントラーメン・メーカーとしての歴史は長く、1973年（昭和48年）に発売され、現在は東北限定商品として発売されている「シュリンプヌードル」、1983年（昭和58年）に発売され、現在も販売されている「わかめラーメン」、1988年（昭和63年）から今日まで販売され続ける大盛り（当時はカップヌードルに代表される小さめのカップが主流であった）カップ麺のパイオニアである「スーパーカップシリーズ」（当時は1.5がついていた）、「大盛りいか焼そば」（2000年以降「スーパーカップシリーズ」に吸収される）など、息の長い製品も多い。また、業界でカレー味のカップ麺を初めて開発したのも同社であり、その「カレーヌードル」は現在は東北限定商品として発売されている。

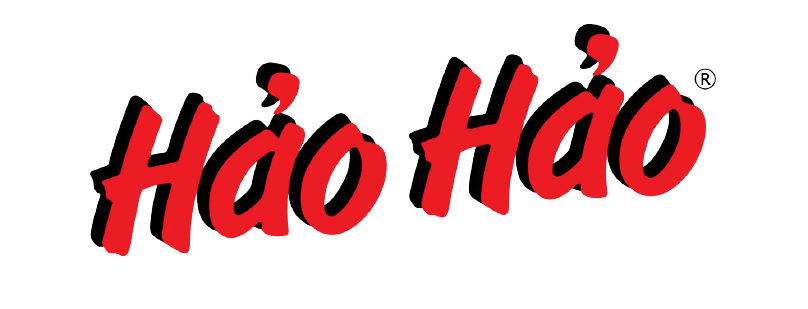
ハオハオのロゴ

1993年（平成5年）にはベトナムのホーチミン市に現地法人を設立し、1995年（平成7年）に同国での製造販売を開始。2000年（平成12年）にはベトナム人にとっての「おふくろの味」を再現した即席麺「ハオハオ トムチュアカイ」を発売する。これが瞬く間に大ヒットし、ベトナム一のインスタントラーメン会社としての地位を築いた。在日ベトナム人の増加により、「ハオハオ」は日本にも輸入されている。
近年のメタボリックシンドロームなどに代表される成人病・生活習慣病問題や低カロリー志向の高まりから、2002年（平成14年）に「はるさめヌードル」シリーズを発売（その後、2005年に姉妹商品として「スープはるさめ」シリーズも発売。ちなみに2010年時点で、同社の一番の売れ筋商品とされている）。これもドラッグストアなどで安定したベストセラー商品となっている。2007年（平成19年）にエースコックの3割の利益をベトナムで得ている。2010年（平成22年）のベトナム内でのシェア率は約65パーセントで、ベトナム国内で最大手となっている。
サンヨー食品の連結子会社である。

## 歴史

### 年表
前史
- 1923年（大正12年）2月20日 - 創業者である村岡慶二が誕生。

沿革
- 1948年（昭和23年） - 創業/村岡慶二（24 - 25歳）が大阪府大阪市住吉区（住吉大社近傍[10]）にて「龍門パン製造所」を設立し、パンの製造販売を開始[11]。約11キロメートル離れた大阪駅前に3坪の売り場を借りてリヤカーで往復しながら毎日売り続けた[10][11]。これをもって当社の創業と見做す。
- 1950年（昭和25年）12月1日[8] - 村岡慶二の長男として、のちに2代目社長となる村岡寛が生まれる[8]。
- 1954年（昭和29年）1月20日 - 株式会社に改組/村岡慶二が「梅新製菓株式会社」を設立し、パンと違って日保ちがするビスケットの製造販売を開始する[11]。
- 1957年（昭和32年）12月から1958年（昭和33年）11月までの1日（※7歳からの逆算） - 寛は、7歳・小学1年生の時[11]、母を亡くす[11][12]。
- 1959年（昭和34年）
  - 4月 - 即席麺の製造を開始。大阪圏ではすでに日清食品が売り出していたため、競合を避けて首都圏にターゲットを絞る[13]。味付け即席麺である「北京ラーメン」を当社のラーメン第1号商品として発売[14][15]。当時は技術的に醤油味くらいしか作れなかった[14]。この時、当社のシンボルマークである「こぶた」も誕生した[15][16]。
- 1960年（昭和35年）
  - 1月 - 当社のシンボルマーク「こぶた」が2代目に世代交代[16]。
  - 2月10日 - 村岡慶二社長が「即席中華麺製造法」の特許を申請[17]。即席麺製造に関する国内第4の特許申請となり、陳栄泰（大和通商｜1958年申請）・張国文（東明商行｜1958年申請）・呉百福/安藤百福（日清食品｜1959年申請）という在日台湾人3名の間で泥沼化していた特許紛争に参戦することになった[17]。決着については「1964年」を参照のこと。
  - 3月末日 - 売上高3億円を計上[13]。
  - 月日未確認 - 梅新製菓株式会社が商号を「エース食品株式会社」に変更。
- 1961年（昭和36年）
  - 4月 - 当社のシンボルマーク「こぶた」が3代目に世代交代[16]。
- 1962年（昭和37年） - 東京工場を新設[13]。会社の従業員も500人近くまで増える[13]。
- 1963年（昭和38年）
  - 6月 - 当社のシンボルマーク「こぶた」が4代目に世代交代[16]。3代目までのデザインが細身でリアルに見えるほどにデフォルメされた丸みを帯びた姿形で生まれ変わった。以後、このデザインで長く親しまれることになる。
  - 8月27日 - スープ別添えの新商品「エースコックワンタンメン」を発売[14]、大ヒット商品となり、それまで当社の課題であった関西圏でも人気を獲得した[18]。以後、当商品はロングセラーになる[14]。
- 1964年（昭和39年）
  - 初夏 - 当社と日清食品がそれぞれに即席麺「イタリアン・スパゲッティ」と即席麺「スパゲニー」を発売し、2社はマカロニ業界から商品名を巡って公正取引委員会に提訴されるなど話題にはなったが、売れ行きは良くなかった[19]。
  - 9月付 - 日刊経済新聞社編『酒類食品統計月報 1964年9月号』によれば、当時の即席麺の全国市場は、明星食品・日清食品・当社（エース食品）の三大メーカーが6割強を占有し、これに主要16社を加えた大手19社で8割強を占める状況になっていた[19]。
  - 9月17日より前 - 特許紛争は始まりから6年間続いたが、呉百福/安藤百福が張の特許を2300万円（※2010年の価値で3億円前後）で買い取り、陳とは和解し、村岡は呉/安藤に特許を譲渡したうえで呉/安藤から無料で使用できる権利を保障される形で終結した[17]。
  - 9月17日[20] - 呉百福/安藤百福が全国の即席麺の有名メーカー56社が加盟する「社団法人日本ラーメン工業協会」（一般社団法人日本即席食品工業協会の前身）を設立し、当社も加盟する。
  - 10月1日付 - 『日本食糧新聞』によれば、この頃、関西圏の即席麺メーカーで日清食品と当社（エース食品）がそれぞれ160万食と150万食を売る二大メーカーであった（第3位は桁の違う25万食）[21]。
  - 月日未確認 - エース食品株式会社が商号を「エースコック株式会社」に変更。売上高50億円を計上[13]。
- 1965年（昭和40年） - 「エースコックワンタンメン」のテレビCMが放映を開始し、その人気は全国区となる[18]。
- 1967年（昭和42年）
  - 5月15日 - 公正取引委員会が即席麺の大手4社（日清食品、明星食品、当社エース食品、サンヨー食品）を呼び付け、大手メーカーによる苛烈な差別価格競争（値下げ競争）について事情を聴取し、中小企業の保護を理由に6月16日付で私的独占の禁止及び公正取引の確保に関する法律（独占禁止法）に違反しているとして差別価格を是正するよう勧告した[22]。日本ラーメン工業協会（現・日本即席食品工業協会）はこれを受けて6月24日に理事会を開き、価格の是正を決定したものの、完全な是正には到らず、大手の製品は高め、中小企業の製品は安値で安定することになった[23]。
  - 10月 - 高品質化を目指した新商品「駅前ラーメン」を内容量100グラムの大判で発売して大いに好評を得、このカテゴリーに先鞭を着けた[24]。日本人の体格が向上した時流を受けて従来の85グラムから増量したものであった[24]。翌1968年（昭和43年）2月には同じカテゴリーに日清食品が「出前一丁」で参戦する[24]。
- 1971年（昭和46年）3月 - マレーシアにて、当社とネッスルマレーシア社が合弁会社「インターナショナル社」を設立[25]。
- 1975年（昭和50年）4月1日 - 創業者の長男・村岡寛が調味料の会社勤務を経て当社に入社する[8][26]。
- 1981年（昭和56年）[27] - ゴルフ場開発や生麺の開発失敗などが重なっていよいよ倒産の危機に直面した[28]当社は、銀行からの借入金返済に行き詰まるも[27]、この年、同業のサンヨー食品（井田毅社長）の支援を受ける形で同社と業務提携する[27]。かねてより村岡と親しくしていた井田は「自分が後ろ盾になろう」とエースコックの株式を買い支えてくれた[27]。その後の当社は借入金を完済して無借金になっている[27]。
- 1983年（昭和58年） - 「わかめラーメン」の発売。
- 1988年（昭和63年） - 内容量を1.5倍に増量した「スーパーカップ」および「大盛いか焼そば」を他者に先駆けて発売し、台頭しつつあったコンビニエンスストアに集まる若者から好評を博して、大判カップ麺のカテゴリーで代表的商品になる[29]。
- 1993年（平成5年） - ベトナムにて合弁会社「ビーフォン・エースコック社（Vifon-Acecook C0.,Ltd.）」（現・エースコックベトナム社）を設立する[6]。
- 1994年（平成6年）3月 - 創業者で社長の村岡慶二（71歳）が会長に就任。長男の村岡寛（43歳）が社長に就任[8][26]。
- 1996年（平成8年）8月 - 当社のシンボルマーク「こぶた」が5代目に更新し、ディズニー調になる。しかし定着せず、2001年になって4代目に戻されることになる。
- 2000年（平成7年） - ビーフォン・エースコック社（現・エースコックベトナム社）がベトナム人の好みに合う味の即席麺「ハオハオ トムチュアカイ」を発売[6][7][8]。この商品は同国で大ヒットし、国民の定番商品になった[7][8]。
- 2001年（平成13年）
  - 8月 - 当社のシンボルマーク「こぶた」が4代目に戻される。
  - 月日不明 - 新カテゴリー商品「スープはるさめ」を発売し[6][30]、若い女性から好評を博して即席麺業界に留まらない「はるさめ」ブームの発端になる[30]。
  - 月日未確認 - 産業経済新聞社（「それゆけ！大阪ラーメン部」という企画）と連携してプロジェクトを立ち上げ、「産経新聞大阪ラーメン」を発売。現在、2019年の第8弾まで続いている。
  - 同年中 - ビーフォン・エースコック社（現・エースコックベトナム社）がベトナム国内の即席麺シェアで首位に立つ[6]。
- 2002年（平成14年）1月19日 - 創業者・村岡慶二が死去（78歳没）[31]。
- 2004年（平成16年） - ベトナムの現地法人「ビーフォン・エースコック社」が社名を「エースコックベトナム社 (Acecook Vietnam) 」に改称[6]。
- 2010年（平成22年） - 縦型カップ焼そば「JANJAN ソース焼そば」の発売[6]。
- 2011年（平成23年）5月末日 - 村岡寛社長が日本即席食品工業協会理事長に初就任（3年満期）[8]。
- 2013年（平成25年）
  - 月日未確認 - ラーメン店品質を実現した「茹でたて名人」の発売[6]。
  - 12月末日 - 日刊経済新聞社編『酒類食品統計月報 2014年5月号』によれば、即席麺の日本国内シェアは、日清食品ホールディングス（日清食品、明星食品）45.27%、東洋水産 23.3%、サンヨー・エースコック・グループ 19.4%の、大手3社が87.9%を占有している[32]。
- 2014年（平成26年）4月 - ミャンマーのヤンゴンに支店を開設し、ミャンマー即席麺市場に参入する[7]。
- 2015年（平成27年）
  - 1月13日 - 企業のロゴタイプを刷新[6]。シンボルマークの「こぶた」は4代目のデザインをそのまま引き継ぎ、従来の「エースコック」ロゴを英字表記の「ACeCOOK」に改め、企業スローガンとして「Cook happiness」が導入され、商品パッケージや広告物にこのスローガンを組み合わせた企業ロゴに変わる[6]。テレビCMは冒頭にモーションVI（サウンドロゴ）が挿入され、すでに放映されているテレビCMもモーションVI入りの改訂版になった[6]。
  - 3月 - ミャンマーのヤンゴンにて、エースコックミャンマー株式会社の設立[7]。
- 2016年（平成28年）11月 - 村岡寛社長が「第49回 食品産業功労賞」（農林水産省・環境省後援）を受賞[8]。
- 2017年（平成29年）12月末日 - 国内外を合わせた総売上高919億円（国内478億円、海外441億円）を計上（2017年12月期）[33]、従業員は6,443人を数える[33]。
- 2019年（平成31年/令和元年）12月末日 - 国内外を合わせた総売上高956億円を計上（令和元年12月期）[26]、従業員は約6700人[26]。
- 2020年（令和2年）6月1日 - 村岡寛社長が日本即席食品工業協会理事長に2度目の就任（同年5月31日選任）[34]。前任者は安藤宏基（日清食品社長）[35]。
- 2021年（令和3年）11月3日 - 村岡寛（当社社長、日本即席食品工業協会理事長）が旭日小綬章を叙勲される[36]。
- 2022年（令和4年）5月31日 - 村岡寛社長が日本即席食品工業協会理事長を任期満了で退任[37]。後任者は安藤宏基（日清食品社長）[37]。
- 2024年（令和6年）3月28日 - 村岡寛人専務が新社長に就任し、村岡寛社長が相談役に退く[38]。

### 代表者
村岡 慶二（むらおか けいじ）
創業者。初代社長。
1923年（大正12年）2月20日生まれ。2002年（平成14年）1月19日（78歳）没。
1948年（昭和23年）に前身店舗「龍門パン製造所」を起業。1954年（昭和29年）1月20日に前身企業「梅新製菓株式会社」を設立し、初代社長に就任。1994年（平成6年）、社長を退任して会長に就任。
村岡 寛（むらおか ひろし）
2代目社長。
1950年（昭和25年）12月1日、大阪府生まれ。創業者の長男。現在年齢算出：1950年（74 - 75歳）。
関西学院大学経済学部卒業。妻の道子は大学時代の2年後輩。1994年（平成6年）、社長に就任。2016年（平成28年）11月には「第49回 食品産業功労賞」（農林水産省・環境省後援）を受賞。2021年（令和3年）11月3日には旭日小綬章を叙勲している。
村岡 寛人（むらおか ひろと）
3代目社長（現任）。

## 事業所

### 本社・支店・営業所
- 本社 - 大阪府吹田市江坂町1-12-40（紙谷新御堂ビル）に所在。
- 東京支店 - 東京都豊島区西池袋1-18-2（藤久ビル西1号館）に所在。
- 大阪支店
- 名古屋支店
- 札幌支店
- 仙台支店
- 関東信越支店
- 中四国支店
- 福岡支店
- 金沢営業所
- 高松営業所
- 宮崎駐在所
- 沖縄駐在所

### 工場
- 東京工場 - 埼玉県川越市に所在。1962年（昭和37年）に新設[13]。
- 関西滝野工場 - 兵庫県加東市に所在。
- 兵庫工場 - 兵庫県たつの市に所在。

### 研究室
- 本社研究室
- 滝野研究室

## 子会社

### 日本国外の子会社
- Acecook Vietnam Joint Stock Company (ACECOOK VIETNAM JOINT STOCK COMPANY) [40]

エースコックベトナム社。本社はベトナムのホーチミン市タンフー区に所在。
1993年（平成5年）、現地法人ビーフォン・エースコック社（現在のエースコックベトナム社）を設立。1995年（平成7年）から製造販売を開始。現在（年時情報なし：推定2020年9月時点）の製造販売体制は全国7拠点11工場。主力商品は、その名が「好き好き」の意味を持つ「ハオハオ トムチュアカイ（ベトナム語：Hảo Hảo mì tôm chua cay）」（銘柄「ハオハオ」の「トムチュアカイ味」、2000年発売）で、ベトナム人にとってのおふくろの味を再現した当商品が人気を呼び、当社の売上の半数以上を占める大ヒット商品になっている。当社は世界のおよそ30か国へ輸出している。2018年（平成30年）にはホーチミン市にて地上6階地下1階の新本社ビルが完成した。
- Acecook Myanmar Co.,Ltd. (ACECOOK MYANMAR CO.,LTD.) [41]

エースコックミャンマー社（ACECOOK MYANMAR 株式会社）。本社および本社工場はミャンマーのヤンゴン市内にあるティラワ経済特区に所在。
エースコック社が2014年（平成26年）4月にヤンゴン支店を開設し、ミャンマー即席めん市場に参入。2015年（平成27年）3月にエースコックミャンマー株式会社を設立。2017年（平成29年）春には最新鋭設備を備えたヤンゴン工場が完成した。現在（※年時情報なし：推定2020年9月時点）のミャンマー国内における即席麺は大半がタイや韓国などの海外向けの味になっており、現地の味を再現した商品は多くない。

## 主な商品

### 袋麺
- ワンタンメン
  - タンメン味
  - 関西だししょうゆ味（カルビーポテトチップス関西だししょうゆ味との共同開発商品）
- わかめラーメン あっさりしょうゆ味 5食パック
- 驚きのコシシリーズ（2013年10月7日発売。後述する「お米でもちもち ラーメン新麺組」の事実上の後継商品）
  - 驚きのコシ しょうゆラーメン 5食パック
  - 驚きのコシ みそラーメン 5食パック
- 来来亭 しょうゆラーメン（来来亭との共同開発商品）
- リンガーハットの長崎ちゃんぽん（リンガーハットとの共同開発商品）

### カップ麺
（地方限定商品および期間限定商品を含む）
- ワンタンメンシリーズ
  - す・またん!カレーワンタンタンメン（読売テレビ『朝生ワイド す・またん!』とのコラボレーションで関西地区限定販売）
  - いてまえワンタンメン 牛だしコク塩味 BIG（オリックス・バファローズとのコラボレーションによる期間限定商品で、2017年3月27日から全国販売）
- わかめラーメンシリーズ - 1983年（昭和58年）発売[5]。
  - わかめラーメン ごま・しょうゆ味
  - わかめラーメン ごま・あっさりみそ味
  - 人気ラーメン店とつくるわかめラーメン 塩味/カレー味 - 2022年（令和4年）10月10日発売（希望小売価格 消費税抜き214円）[5]。
- ノンフライわかめラーメンシリーズ（2010年9月より販売開始。当初は北海道限定であったが、2011年9月12日のリニューアルおよびみそ味の追加に伴い東北でも販売。その後2012年3月以降より正式に全国商品に昇格した）
  - ノンフライわかめラーメン・しょうゆ
  - ノンフライわかめラーメン・みそ
- のりラーメン
- 担担麺
- 力うどん（かつては全国販売であったが、現在は北陸地区で販売）
- もちもちラーメン（力うどん同様、現在は北陸地区で販売）
- スーパーカップ1.5倍シリーズ（2009年8月17日にリニューアルし、2014年7月にシゲキテキな噛みごたえのカドメンの名を加えてリニューアル。2018年8月出荷分よりスーパーカップMAX 1.5倍シリーズに改称）
  - 鶏ガラ醤油
  - 熟成味噌
  - 濃コクとんこつ
  - ちゃんぽん
  - 豚旨しお
  - 豚キムチ
  - ギョーザパンチ
  - ブタキム（コンビニ専売）
  - Wガーリックブタキム（コンビニ専売）
  - みそバター味
  - 広島産カキだし チゲ鍋風
  - 博多地鶏だし 水炊き風
  - パワフルテイスト レバニラ炒め味ラーメン [42]
  - 電光石火のごま香るホッと幸せ塩とんこつラーメン（音楽ユニット「YOASOBI」とコラボしたスーパーカップ発売35周年記念商品[43]。）
  - 電光石火のにんにく香るビリッとやみつき旨辛醤油ラーメン（音楽ユニット「YOASOBI」とコラボしたスーパーカップ発売35周年記念商品[43]。）
  - す・またん!カレーワンタンタンメン2（関西地区限定販売）
  - す・またん!カレーワンタンタンメン3（関西地区限定販売）
  - 超大盛スーパーカップ2.0シリーズ（現在は終売済み）
    - 超大盛スーパーカップ2.0 天ぷらきつねそば
    - 超大盛スーパーカップ2.0 天ぷらきつねうどん

  - スーパーカップEXシリーズ
  - 大人のスーパーカップシリーズ
    - 焦がし醤油
    - 芳醇豚骨

  - 冬のスーパーカップ1.5シリーズ（冬季限定の大盛り系和風カップ麺シリーズ。2015年度を以って展開終了）
    - 冬のスーパーカップ1.5 とん汁うどん
    - 冬のスーパーカップ1.5 鶏南蛮そば

  - 大盛りいか焼きそば → スーパーカップ 大盛りいか焼そば（2021年4月よりコンビニ専売）
  - スーパーカップMAX 大盛り　太麺濃い旨スパイシー焼そば（2019年3月11日発売。2月出荷分を以って終売となった大盛り いか焼そばの後継商品[要出典]となる）
- シュリンプヌードルシリーズ（全て東北を中心に販売。このうち、シュリンプヌードルとカレーヌードルは1973年に販売開始。当初は全国で販売されていた。2008年9月に発売35周年を迎えたのに伴い、パッケージデザインを大幅リニューアルし、2013年5月13日に後述する辛みそヌードルの発売に併せる形で再びパッケージデザインを大幅リニューアルした）
  - シュリンプヌードル
  - カレーヌードル（1973年に業界で初めてのカレー味のカップ麺として発売。固形カレールウが入っているのが特徴。現在は東北限定商品であるが、2014年5月にビッグサイズが全国で限定発売された）
  - 海しおヌードル（2007年に販売開始。当初夏季限定商品扱いとなっていたが、2009年10月以降のリニューアル版より非限定商品に昇格した）
  - 辛みそヌードル（2013年5月13日発売。2009年3月に販売終了となったみそ味ヌードルの事実上の後継商品。2016年現在終売）
  - ワンタンヌードル（2016年5月に販売開始）
- 大吉シリーズ（1978年に販売開始。当初は全国発売であったが、1990年代中期以降から北海道限定に）
- 飲み干す一杯シリーズ（縦型カップ入り中華麺シリーズ。2010年現在、同社のはるさめシリーズに次ぐもうひとつの売れ筋商品とされる商品）
- タテロング 渾身の飲み干す一杯シリーズ（CVS向けの縦型ロングカップ入り（大盛サイズに相当）中華麺シリーズ）
- 勝浦タンタンメン（2012年10月16日発売。丼型。縦型カップは前述の飲み干す一杯シリーズで2月27日に先行販売していた）
- 東池袋大勝軒シリーズ（パッケージに東池袋大勝軒創業者の山岸一雄の顔写真が表示されている。2015年に山岸が逝去した際、エースコックのホームページで彼を追悼するコメントが記載され、告別式では同社製のカップ麺が香典返しとして参列者に配られた）
  - こころの一杯 中華そば
  - 野菜タンメン
  - つけ麺 他
- 産経新聞 それゆけ!大阪ラーメン（産経新聞大阪本社とエースコックのコラボレーションによる製品。産経新聞大阪夕刊の連載企画「それゆけ!大阪ラーメン部」で考案されたカップ麺で、大阪人好みの甘辛醤油味に仕上げている。2014年8月出荷分以降のパッケージは『キン肉マン』のイラストが描かれているものが発売されていた。2015年8月出荷分からは大阪府のゆるキャラで大阪府広報担当副大臣の「もずやん」をパッケージに起用している）
- JANJANソース焼そば（2010年3月15日から発売が開始された、縦型カップのカップ焼きそば。麺にソースが練り込まれている。2011年1月に、たらこ味も発売された）
- 焼そばモッチッチ（2017年6月19日発売開始。カップ焼きそばでは史上初となる、生麺に近い食感の「真空仕立て製法」の麺を採用）
- 夜鳴き屋シリーズ
- あの頃の一杯シリーズ（どんぶり型カップのオープン価格商品。そのためか、100円ショップでの販売が可能となっている）
  - しょうゆラーメン
  - しおラーメン
  - きざみ揚げわかめラーメン（しょうゆ味）
  - 小海老天わかめそば
- ヌードル グー!シリーズ（縦型カップのオープン価格商品。「シュリンプヌードルシリーズ」の全国向け相当商品で、100円ショップでの販売が可能となっている）
  - しょうゆラーメン
  - みそラーメン
  - とんこつラーメン
  - しおラーメン
- まる旨シリーズ（縦型カップのオープン価格商品。100円ショップでの販売が可能となっている）
  - きつねうどん
  - 小海老天そば
  - カレーうどん
- ズバもり1.5倍（スーパーカップの廉価版で、ローソンストア100のみの販売）
  - 醤油ラーメン
  - 味噌ラーメン
  - 豚骨ラーメン
  - 塩ラーメン
  - わかめそば
- タテロング 味わい 日本!シリーズ
- 博多風 とんこつ焼そば 大盛り（2009年7月6日発売。9月までの限定商品）
- スタイルワン（ユニー・イズミヤ・フジ・リテイリング3社共同開発商品）ヌードルシリーズ
  - とんこつラーメン
  - きつねうどん
  - カレーうどん

※スタイルワンしょうゆラーメン、シーフードラーメンおよびソース焼そばはサンヨー食品が製造している。
- 茹でたて名人（ノンフライ系カップ麺としては業界初の「多加水製麺」による製法[注 1] が採用されている）
  - コク醤油らぁ麺
  - コク味噌らぁ麺
  - コクしおらぁ麺
- 味のおぐらチャンポン（宮崎・鹿児島のファミリーマートでのみ発売）
  - 宮崎県にあるチキン南蛮発祥の店として知られている老舗レストラン「おぐら」でチキン南蛮と並んで愛されているちゃんぽんの味を再現したカップちゃんぽん
- 旭山動物園応援商品
  - ほっきょくぐまの白いしおラーメン
  - ごまふあざらしのしょうゆラーメン
    - 売り上げの一部は「あさひやまもっと“夢”基金」を通じて旭川市旭山動物園（北海道旭川市）に寄付される。
- 劇場版ラブライブ! 公開記念企画シリーズ（2015年6月 - ）[44]
  - I LOVE 玉ねぎ 豚だし醤油ラーメン
  - I LOVE ニラ うま辛豚骨ラーメン
    - 『ラブライブ!The School Idol Movie』（2015年6月13日公開）の公開を記念した期間限定コラボレーション商品。蓋にラーメン好きと言う設定であるμ'sの「星空凛」の描き下ろしイラストが描かれている。
- 阪神甲子園球場監修シリーズ
  - 甲子園やきそば
  - 甲子園カレーうどん
- 三島食品監修 ゆかり使用 塩焼そば（三島食品とのコラボ商品。同社のふりかけ「ゆかり」を使用）

☆理由は定かではないが、一時北海道で売られた「スーパーカップ1.5」にのみ、「NEOスーパーカップ1.5」と言う商品名で紙製容器を使用した物がラインアップされていた事がある。
- 極どろシリーズ [45]
  - 特濃煮干とんこつ醤油ラーメン
- 松屋監修 牛めし風うどん（松屋フーズとのコラボ商品。同社が運営する牛丼チェーン「松屋」の「牛めし」で使われる、つゆで仕上げたカップうどん）
- す・またんカレーワンタンメン（読売テレビの情報番組『朝生ワイド す・またん!』とのコラボ商品。同番組司会の森たけしアナウンサーが企画・考案した、カレーと担担麺を組み合わせた濃厚でコクのあるスパイシーなスープが特徴。関西地区限定発売）
- 高橋留美子 ふるさとの味わいシリーズ
  - うる星やつら あっさり醤油ラーメン
  - らんま1/2 濃厚味噌ラーメン
    - 新潟県出身の漫画家高橋留美子のキャラクターをパッケージとした、カップ麺。麺に新潟県産コシヒカリの米粉を使用。
- 驚きの爽快づくしシリーズ（2016年6月20日より発売開始。夏季限定商品）
  - 柚子&おろし風醤油ラーメン
  - レモン&おろし風鶏しおラーメン
- すこやか和膳 もち麦めん
  - 鰹・昆布だし しょうゆ
  - 鶏だし・柚子胡椒 塩

### ワンタンメン
ワンタンメンシリーズは、ヒット商品となった後も長い歴史があり、今でも食べられているロングセラー商品である。ラーメンの一種であるが、創始者の村岡が「食感の違い」によるおいしさに着目し、開発された製品である。麺の食感と具の食感を異なる状態に調整し、スープも特別に調整されている。1963年（昭和38年）に「即席ワンタンメン」として発表された。「ン」が3つも付くので運がいいと言うのがネーミングの理由。「タンメン味」「しょうゆ味」「カレー味」が製品化されている。
「ワンタン」は肉が包まれておらず、基本の物は「松茸味」。独特の風味を持ったインスタントラーメンである。

### はるさめ（ノンフラワー麺）・米麺関連
- はるさめヌードル
- スープはるさめシリーズ
  - 九州新幹線 (鹿児島ルート)全通にあわせて限定商品として熊本県の“ご当地中華風料理”「太平燕」を発売し、県がPRキャラクターにしていた“くまモン”をパッケージにあしらい、商品発表を蒲島郁夫知事・くまモン出席の下熊本県庁で行った。
- スープはるさめプチパックシリーズ
- お米めん
- アジアめんシリーズ
  - Pho・ccori気分（鶏だしフォー、トムヤムフォー）[46]
- ハノイのおもてなし
  - 上記のPho・ccori気分の事実上の後継商品として2018年9月より販売開始。
- 福福彩菜（ふくふくさいさい）
  - 先述のはるさめヌードルの後継商品として2024年2月5日より発売開始。

### その他（スープ等）
- からだ食堂シリーズ
  - からだ食堂 はと麦とほうれん草の生姜スープ
  - からだ食堂 コラーゲンたっぷり参鶏湯
- わかめラー まさかの麺なし
「わかめラーメン」から麺を抜いた商品。元商品で麺に含まれている油分等をスープに加えているため、エースコックでは「本商品はわかめスープではない」としている[47]。

## 過去の商品
- カレーラーメン（1961年）
  - 袋麺[48] で固形ルー付。顆粒スープ[49] であったこともある。
- ラーメン太郎（1967年1月 - ）
  - 具として餅が入っており、CMは山田太郎「新聞少年」の替え歌が使用して人気を呼んだ[50]。
- 駅前ラーメン（1967年10月 - ）
  - 即席麺の質量が85g時代、100gの大判として発売[51]、パッケージの袋の応募でもらえる大判のSLシールは鉄道ファンに大人気であった。
- カップ焼そばバンバン（1974年12月 - 1980年代）
  - カップ焼きそばで初めて縦型カップ容器を採用した商品[52]。1990年代前半に一時的に復活した。
- なべっ子
  - 1976年に発売。大久保製麺（現：ヤマダイ）の「ニュータッチなべラーメン」に対抗すべく発売した鍋焼きラーメン。アルミホイルを成形した鍋に麺と具を入れ、更にお湯を入れて3分ゆでてスープを入れる。「なべラーメン」との違いはレトルトメンマが付いており、またノンフライ麺でもあった。
- 熊っこ（1974年9月 - 1976年）
  - 廉価系袋入りインスタントラーメンの源流とされる商品で、発売当時の希望小売価格が一袋38円という価格設定が話題を呼んだ。CMキャラクターには森昌子を起用。
- おたまちゃん（1977年 - 1978年）
  - 具材にはかに玉が用いられ、発売当時の中華系カップ麺としてはかなり画期的でなおかつ、贅沢な商品だった。
- アメリカン
  - 1980年頃に発売された縦型タイプのカップ麺。一口サイズのハンバーグや星型カットのかまぼこを具材として使用し、アメリカ合衆国をイメージした内容で話題を呼んだ。しかし、既存する日清カップヌードルの牙城を崩すことができず、短期間で終売となった。
- エースワン
  - 関東地区限定で試験的に販売された商品[53] で、麺に微細な穴を開けた多孔質麺加工により、お湯を注いで1分で食べることが出来た。その後東海地方でも発売。しかしながら、その製造法ゆえ、麺が伸びやすいという欠点を持ち、短期間で製造・販売は終了。他社類似商品に明星食品のQUICK1（クイックワン）がある（こちらは全国販売された）。
- ライスヌードル
- スーパーカップ2.0
- プチ・ヌードルCUP・DO
  - 1993年に発売。マグカップに麺とスープを入れてお湯を注ぐものである。味は「チキンタイプ」「ドゥカレーコンソメタイプ」2種類であるが、「ドゥカレーコンソメタイプ」は後発発売であった。
- ラーメンの鉄人
- 龍が如く 大盛り 極み焼うどん 見参!（2008年2月 - 4月）
  - セガのPS3用ゲームソフト『龍が如く 見参!』の発売を記念した期間限定コラボレーション商品。
- タテロング 味わい日本! 山菜鶏そば / 牛すきうどん / 鶏そぼろのあんかけ仕立てそば / 鶏けんちんうどん / 鶏南蛮そば（期間限定商品）
  - 山菜鶏そば / 牛すきうどん / 鶏そぼろのあんかけ仕立てそば
- BEER（ビア）焼そば（夏季限定商品）
- 本焼（ホントに焼いた 本焼そば） 濃い旨どろソース焼そば 大盛り / 香ばし焼そば どろソース仕上げ 大盛り / 中華旨味焼そば
  - 濃い旨どろソース焼そば大盛り / 香ばし焼そば どろソース仕上げ 大盛り
- チューからぎゅう! 牛肉ラーメンシリーズ しょうゆ味 / みそ味（2008年12月1日発売。2009年1月までの期間限定商品）
  - チューからぎゅう! 牛肉ラーメンしょうゆ味 / 牛肉ラーメンみそ味
    - 2008年から2009年への干支の移り変わり（子年から丑年へ）をモチーフとした商品。
- 逸品処（いっぴんどころ） 鶏南蛮そば（期間限定商品扱いのプレミアム系和風カップ麺）
- 九州一番星 濃厚豚骨ラーメン（2009年3月 - 5月）
  - セガのPS3用ゲームソフト「龍が如く3」の発売を記念した期間限定コラボレーション商品。
- あさパラ! ワンタンメンどんぶり テールスープ味
  - 近畿限定。ytvの人気番組『あさパラ!』とのコラボレーションを実現した商品。
- ヱヴァンゲリヲン新劇場版:破 葛城ミサトのカレーラーメン（2009年5月 - 6月）
  - ローソン限定、完全限定商品。内容量は同社のスーパーカップ1.5シリーズに相当。
- EXヌードル
  - 縦型カップ麺では珍しいノンフライ麺を使用していた。SMAPをCMに起用。廃墟をイメージした世界観、セットであったため阪神・淡路大震災後に「空想未来都市」というフィクションを強調するテロップが入った。
- みそ味ヌードル
  - シュリンプヌードルシリーズの派生商品。1975年に販売開始。のちに東北限定商品となり、2009年3月まで冬季に限り販売され、発売から34年の歴史に幕を下ろした。
- スーパーカップ 大盛り にけつッ!!焼そば
  - 2009年11月発売。読売テレビ・日本テレビ系テレビ番組『にけつッ!!』とのコラボレーションを実現した商品。
- スーパーカップ 大盛り ぶた塩焼そば
  - 2009年2月発売。上記の「大盛りいか焼そば」の姉妹商品。
- スーパーカップ 大盛り ソース焼そば
  - 2012年3月5日発売。上記の「大盛りいか焼そば」の姉妹商品で具材の一部に豚肉・鶏肉の合わせミンチが用いられていた。現在既に絶版となった「本焼シリーズ」の事実上の後継商品。麺に関しては遠赤外線あぶり焼製法のほかにガッシリ3Dめんも採用されていた。
- good-i（グッド・アイ）ヌードルシリーズ しょうゆ / とんこつ / カレー / きつねうどん
  - イズミヤ開発商品。「スタイルワン」ブランド切り替えのため、在庫限りで終売。
    - しょうゆ / とんこつ / カレー / きつねうどん
- とろつるめかぶシリーズ（発売当初から東北を中心に販売されていた。具材に滑〈ぬめ〉りの強い海藻で知られるわかめの一種であるめかぶが用いられている）
  - とろつるめかぶうどん
  - とろつるめかぶそば
- お米でもちもち ラーメン新麺組シリーズ（当初は北陸限定であった。2012年3月のリニューアルで冷やし中華が追加されたのに伴い、正式に全国商品に昇格したが、先述の通り驚きのコシシリーズに取って代わられた）
  - お米でもちもち ラーメン新麺組 コク醤油味
  - お米でもちもち ラーメン新麺組 コクしお味
  - お米でもちもち ラーメン新麺組 コクみそ味
  - お米でもちもち 冷やし中華新麺組
- 浪花のラーメンどやっ!（1994年）醤油味、味噌味。
  - 池乃めだかをCMに起用。
- きつね太郎・みそ太郎（1991年）
- 豚天とんこつヌードル（1998年）
- 走れ!!牛ちゃん（1985年）
  - 笑福亭鶴瓶をCMに起用。
- 大吉えび天うどん / えび天そば
- 天ぷらきつねそば / 天ぷらきつねうどん
- 中華風野菜ラーメンシリーズ
  - 中華風野菜ラーメン チャンポンメン
  - 中華風野菜ラーメン 八宝菜しょうゆ
- いか焼そば（レギュラーサイズ）
- いか天焼そばお好みソース
- スーパーカップ 大盛り 中華焼そば
- スーパーカップ 大盛り ギョーザパンチ焼そば
- 和風大盛り焼そば甘辛しょうゆソース
- 至福中華四川風 かき玉拉麺 とろみしょうゆ味 黒酢効果で爽やかな旨み
- 幕末土佐 鰹だししょうゆラーメン
- 幕末水戸 しょうゆラーメン
- 収穫の里シリーズ
  - 収穫の里 さつまいも 味噌ラーメン
  - 収穫の里 じゃがいも 塩ラーメン
- ラーメンの王道シリーズ
  - 喜多方 あっさり醤油
  - 札幌 みそ
  - 徳島 煮豚しょう油
  - 小樽 合わせ白味噌
  - 京都 鶏油醤油
  - CURRY カレーらあ麺 タイ味 / インド味
- 元気を応援!ごまとんこつラーメン
- カレー市場シリーズ
  - タイ風レッドカレーヌードル
  - 給食のカレーうどん
- ホクホク ポテトヌードル
- 今季収穫松茸使用松茸うどん数量限定
- 北の贈りものサーもんなんだモンみそ味2000復刻版
- 柳麺屋 五目汁そば
- 六四みそラーメン
- 七三しょうゆラーメン
- 21世紀も価値あるラーメン
- わかめホタテだしラーメン
- 通の担担シリーズ
  - 担担醤麺
- 柳麺屋
- 明太豚骨ラーメン
- 鶏湯（ちーたん）
  - 雲吞麺
- INTERNET 麺 PROJECT
  - クリーミーとんこつラーメン
  - 燻製焼豚しょうゆラーメン
- 肉玉
- 亜細亜CARAVAN
- 通の一押
- あの頃の中華そば
  - ごまねぎ豚骨ラーメン
  - 焼のり醤油ラーメン
- カレーラーメン洋食屋仕込みだからうまい
- 山手線のラーメン激戦区
- マニア秘食!通の一押し
- 赤だるま
- ラーメン激戦地
- 和歌山名物バス屋台中華そばしょうゆとんこつ
- 黒酢屋
- 涼撰つゆそば
- スープが決め手
- ヤキソバGEX
- 皆盛り屋
- ワンタン焼そば
- 創作ラーメン道
- カレーうどん庵
- 海老だしラーメン
- 中華そば一心軒
- 山岸一雄の味が好き
- 香り細切りねぎ厚切り焼豚しょうゆラーメン
- 夏の辛口
- デパ地下物産展
- 中華ダイニング
- 職人のこころ池袋大勝軒
- どっさり具材ちゃんぽん
- 都ホテル東京担々麺
- ピリ辛みそ炒麺
- 博多とんこつかためん
- 通も唸る鶏南蛮そば
- 和撰の絶品天ぷらそば
- 飲み干す一杯
- あっぱれ大吉
- 刻みにんにく味噌ラーメン
- 味わい麺屋
- 具具具東坡肉
- 天下無双
- SUPER DVD CUP
- 亜細亜麺紀行
- 韓流
- 麺の街
- 三都たぬき合戦
- めんもかやくもホントに焼いた本焼そば
- 昭和の中華そば
- ねぎそば
- 頑者
- 味わい日本!牛すきうどん
- ご当地探訪
- 喜多方しょうゆラーメン
- 凄技
- 超夏
- どっさり野菜
- 名匠の絶品

など

## テレビ番組
- 日経スペシャル カンブリア宮殿 健康志向・女性にアピール... "カップ麺"の常識を変えるチャレンジャー企業!（2016年3月3日、テレビ東京）- エースコック 代表取締役社長 村岡寛出演[54]。

## キャラクター
マスコットキャラクター
こぶた
仔豚のキャラクター。性別はオス。1959年4月1日生まれ。出身地は大阪。職業はコック。得意料理はラーメン。いつもフライパンを肌身離さず持っている。
初代は手に蓮華を持っていたが、1960年1月に2代目となり、フライパンに変わった。1961年4月に3代目となり、初代よりややふっくらし、1963年6月から現在の4代目となる。1996年8月にディズニー調になった5代目に交代したが、思いのほか定着せず、2001年8月から再び4代目のこぶたに回帰した。なお、エースコックベトナムのマスコットキャラクターは人間の少年をモチーフにした「テイスティ・キッド」となっている。
現在のCMキャラクター（2025年3月現在）
- 中村アン（スープはるさめ）
- ゆうちゃみ（わかめラーメン）
- 鈴木福（福福彩菜）[58]

過去のCMキャラクター（架空のキャラクターを含む）
- 石立鉄男（シュリンプヌードル、カレーヌードル、カップ焼そばバンバン、みそ味ヌードル、エースワン、ワンタンメン、わかめラーメン、いか焼そば、大盛りいか焼そば）
- 片平なぎさ（シュリンプヌードル、カレーヌードル）
- 森昌子（熊っこ）
- 藤田まこと（五郎八さん）
- 三代目三遊亭圓右（おたまちゃん（かに玉入りカップラーメン））
- 志賀勝（大吉シリーズ）
- 研ナオコ（大吉シリーズ）
- 森本レオ（大吉シリーズ）
- 大橋恵里子（いか焼きそば、力うどん、もちもちラーメン）
- 千昌夫（力うどん、もちもちラーメン、ワンタンメン、中村さん家のきつねわかめ）
- キン肉マン（キン肉スグル）[59]（力うどん、もちもちラーメン、中村さん家のきつねわかめ） - キン肉マンは2014年8月にリニューアルされた「産経新聞大阪ラーメン」のパッケージにも登場している。
- 高見恭子（グルメキャップ）
- たこ八郎（いか焼そば）
- 立花理佐（大盛りいか焼そば）
- 笑福亭鶴瓶（走れ!牛ちゃん）
- カケフくん（バーベキュー焼そば）
- 風間杜夫（スーパーカップ）
- 榊原郁恵（のりラーメン、スーパーカップ海鮮）
- 深津絵里（大盛りいか焼そば）
- 小堺一機（スーパーカップ）
- 宮沢りえ（スーパーカップ）
- ビートたけし（スーパーカップ）[60]
- 布施博（ワンタンメン、天ぷらきつねうどん／天ぷらきつねそば）
- ザ・グレート・サスケ（ラーメンの鉄人）
- ビビアン・スー（ラーメンの鉄人、うどんの鉄人、そばの鉄人）
- 池乃めだか（ナニワのこてこてソース焼そば、ナニワのラーメンどやっ!）
- SMAP（スーパーカップ）（EXヌードル）
  - 中居正広・稲垣吾郎・森且行（SMAP）（大盛りいか焼そば）
- 清原和博（スーパーカップ）
- 猿岩石（スーパーカップ）
- 松浦亜弥（スーパーカップ）
- 香坂みゆき（ワンタンメン）
- 榎本加奈子（夜鳴き屋）
- 本官さん（天才バカボンより）（大盛りいか焼そば）
- 大魔神（映画「大魔神」シリーズより、大盛りいか焼そば） - 声は柴田秀勝が担当。
- 志茂田景樹（大盛りいか焼そば）
- 京野ことみ（大盛りいか焼そば）
- 菊川怜（スーパーカップ）
- ロンドンブーツ1号2号（スーパーカップ）
- ラッキィ池田（ラッキーカップ）
- 玉山鉄二（はるさめヌードル）
- ゆず（スーパーカップ）
- 北村総一朗（はるさめヌードル）
- 役所広司（はるさめヌードル、ライスヌードル）
- 加藤あい（スープはるさめ）
- 堤真一（はるさめヌードル）
- EARTHSHAKER（スーパーカップ）
- 高橋克典（はるさめヌードル）
- 水嶋ヒロ（スーパーカップ）
- 加藤ローサ（スープはるさめ）
- 桐谷美玲（スープはるさめ）
- 孫悟空（劇場版アニメ『ドラゴンボールZ 神と神』より、スーパーカップ）
- 朝丘雪路（スープはるさめ）
- 速水もこみち（スープはるさめ）
- 比嘉愛未（スープはるさめ）
- 市原隼人（スーパーカップ）
- 佐藤健（JANJANソース焼そば）
- 登坂広臣（スーパーカップ）
- おぎやはぎ（茹でたて名人）
- 三吉彩花（Pho・ccori気分）
- 三浦知良（スーパーカップ）
- 真野恵里菜（Pho・ccori気分）
- 福士蒼汰（スープはるさめ）
- ローラ（焼きそばモッチッチ）
- 笑福亭鶴瓶、木下隆行（スーパーカップ）
- スギちゃん（ワンタンメン）
- 菜々緒（モッチッチ）
- 梅沢富美男（飲み干す一杯）
- EXIT（スーパーカップ）
- 柳沢慎吾（わかめラーメン、ロカボテリ、すこやか和膳 もち麦めん）

## スポンサー番組（過去のスポンサー番組を含む）
2024年（令和6年）2月現在・30秒
- おはよう朝日土曜日です（ABCテレビ）
- 朝日放送テレビ制作日曜朝8時30分枠のアニメ （ABCテレビ）（4年に一度、7月〜10月度まで。ヒッチハイク)
- キャッチ! （中京テレビ） - 木曜17時台
- 爆上戦隊ブンブンジャー（テレビ朝日系）
- 羽鳥慎一モーニングショー（テレビ朝日系） （2024年2月 - 、火曜9時半台のみ担当）

2024年現在、全国ネットのレギュラー提供を行っていない。現在は主に週替わりによる提供のCMやスポットCMとなっている。
このほか、3ヵ月をはじめ1ヵ月または2ヵ月限定や秋田県や福井県などでもローカルセールス枠スポンサーも担当する場合もある。
過去
太字は一社提供。
- いつみても波瀾万丈（日本テレビ系列）
- 1億人の大質問!?笑ってコラえて!（日本テレビ系別）
- キン肉マン（日本テレビ系別）
- 金曜ロードショー（日本テレビ系列）
- 火曜サプライズ（日本テレビ系列）
- ちゃっきり金太（日本テレビ系列）
- （勝ち抜き）そっくりショー→新そっくりショー（読売テレビ制作・日本テレビ系列。ただし『そっくりショー』時代中期以後は別社）
- なんだかんだ（日本テレビ系列）
- まねまねバンバン（読売テレビ制作・日本テレビ系列）
- スターびっくり箱（読売テレビ制作・日本テレビ系列）
- 木曜ドラマ（読売テレビ制作・日本テレビ系列）
※2013年10月から2014年3月までの前半部分のナショナルスポンサー
- プロ野球オールスタースポーツフェスティバル（読売テレビ制作・日本テレビ系列、毎年1月第1日曜：冠スポンサー）
- プロ野球No.1決定戦!バトルスタジアム（読売テレビ制作・日本テレビ系列、2015年度〈2016年〉放送・60秒）
- あさパラ!（読売テレビ）
- ケロロ軍曹（テレビ東京）
※2008年8月のみ提供。はるさめヌードルおよびスープはるさめのCMのみ放送
- 出没!アド街ック天国（テレビ東京）
- 水曜日のダウンタウン（TBS系列）
※2014年10月より降板時期不明
- まぼろし探偵（TBS系列）
- いい旅・日本（TBS系列）
- 今、この顔がスゴい!（TBS系列）
- ひみつの嵐ちゃん!（TBS系列）
- もてもてナインティナイン（TBS系列）
- 所さんお届けモノです!（MBS制作・TBS系列）
※2017年7月より10月末まで。2019年10月および2020年1月には週替わりで2回提供した経験がある。
- 知っとこ!（MBS制作・TBS系列）
- ジャングルTV 〜タモリの法則〜（MBS制作・TBS系列）
- 世界ウルルン滞在記（MBS制作・TBS系列）
- チュー'sDAYコミックス 侍チュート!（毎日放送制作・TBS系列）
- ドラマ30（MBS・CBC交互制作・TBS系列）
- 毎日放送制作日曜夕方5時枠のアニメ（MBS制作・TBS系列）※2011年4月から2014年3月まで、ヒッチハイク。
- 情熱大陸（MBS制作・TBS系列）※2010年4月から2017年3月まで、ヒッチハイク。
- 金曜ファミリーランド（フジテレビ系列）
- 情報プレゼンター とくダネ!（フジテレビ系列）
- はねるのトびら（フジテレビ系列）
- 木曜劇場（フジテレビ系列）
- クイズ!ヘキサゴンII（フジテレビ系列）
- ピカルの定理（フジテレビ系列）
- SMAP×SMAP（関西テレビ・フジテレビ共同制作）
- クイズDEデート（関西テレビ制作・フジテレビ系列）
- 笑っていいとも!（フジテレビ）
- さんまのまんま（関西テレビ系列）
- おそ松くん（フジテレビ系列）
- 木曜洋画劇場（テレビ東京系列）
- やりすぎコージー（テレビ東京系列）
- さんまのSUPERからくりTV（TBS系列）
- 近未来×予測テレビ ジキル&ハイド（ABCテレビ制作・テレビ朝日系列）
- 名探偵ホームズ（テレビ朝日系列）
- たけしの誰でもピカソ（テレビ東京系列）
- 魔法のステージファンシーララ（テレビ大阪制作・テレビ東京系列、パーティシペーション）
- 和風総本家（テレビ大阪制作・テレビ東京系列）
- 金曜8時のドラマ（テレビ東京系列）
- ヤッターマン（読売テレビ制作・日本テレビ系列）
※2009年8月のみ提供[注 3]。ワンタンメンおよびスープはるさめのCMのみ放送。
- プライスバラエティ ナンボDEなんぼ（関西テレビ）
- 田勢康弘の週刊ニュース新書（テレビ東京系列）
- 大改造!!劇的ビフォーアフター第2期（ABCテレビ制作・テレビ朝日系列）
- イチハチ（MBS制作・TBS系列）
- クイズ!!ひらめきパスワード（MBS制作・TBS系列、ヒッチハイク）
- モグモグGOMBO（日本テレビ系列、カウキャッチャー）
- HUNTER〜その女たち、賞金稼ぎ〜（関西テレビ制作・フジテレビ系列）
- ランナウェイ〜愛する君のために（TBS系列）
- 山形テレビ16時台前半アニメ再放送枠
- コレってアリですか?（日本テレビ系列）
- めざましどようび（関西テレビ）
- 世間の裏側のぞき見バラエティ ウラマヨ!（関西テレビ）
- 上田義朗のベトナム元気（MBSラジオ、2012年度のみ）
- ウッチャンナンチャンのウリナリ!!（日本テレビ系列）
- びっくりハンター〜運命の月曜日〜（テレビ朝日系列）
- 世界行ってみたらホントはこんなトコだった!?（フジテレビ系列）
※水曜20時枠進出から
- みどりのマキバオー（フジテレビ系列）
- クイズ!年の差なんて（フジテレビ系列）
- らんま1/2（フジテレビ系列）
- スーパー戦隊シリーズ（テレビ朝日系列、閏年8月度）
  - 超電子バイオマン
  - 超獣戦隊ライブマン
  - 恐竜戦隊ジュウレンジャー
  - 激走戦隊カーレンジャー
  - 未来戦隊タイムレンジャー
  - 特捜戦隊デカレンジャー
  - 炎神戦隊ゴーオンジャー
  - 特命戦隊ゴーバスターズ
  - 動物戦隊ジュウオウジャー
  - 魔進戦隊キラメイジャー
- 朝日放送テレビ制作日曜朝8時30分枠のアニメ （ABCテレビ）（4年に一度、7月〜10月度まで。ヒッチハイク)
  - GS美神
  - 花より男子
  - 夢のクレヨン王国
  - も〜っと!おジャ魔女どれみ
  - ふたりはプリキュア Max Heart
  - フレッシュプリキュア!
  - ドキドキ!プリキュア
  - キラキラ☆プリキュアアラモード
  - トロピカル〜ジュ!プリキュア
- 聖闘士星矢（初期のアニメ）（テレビ朝日系列）
- ガンバリスト!駿（読売テレビ制作・日本テレビ系列）
- フジテレビ水曜8時枠の連続ドラマ（フジテレビ系列）
- ドラゴンボール超（フジテレビ系列）
- ダウンタウンなう（フジテレビ系列）
- 全力!脱力タイムズ（フジテレビ系列）
- ペットの王国 ワンだランド（ABCテレビ制作・テレビ朝日系列）
※2016年11月のみ提供
- 羽鳥慎一モーニングショー（テレビ朝日系列）
- 踊る!さんま御殿!!（日本テレビ系列）
※2019年3月まで。
- せやねん!（MBS）※2020年4月から同年12月まで
- 歌ネタ王決定戦（MBS）※2021年度まで

以前は在阪テレビ局のテレビ番組での提供が多かったが、現在は在京のテレビ番組での提供が多くなっている。
ABCラジオの平日（月 - 金曜）と土曜日の正午の時報スポンサーでもある。

## 冠スポンサーイベント
- キタイ花ん - エースコック協賛、吉本興業主催による大阪の若手お笑い芸人ライブ。
- プロ野球オールスタースポーツフェスティバル（現・超プロ野球 ULTRA） - 読売テレビの主催により、1990年から2000年まで協賛していた。

## アニメのコラボとゲスト出演
アニメ版「100%パスカル先生」（MBS・TBS系、2017年11月11日放送）の第31話・1時間目の「社会科見学はじめました」でパスカル先生のクラスメート達がエースコックの工場見学に行く話でそのキャラクターのこぶたくん（声:菊池こころ）も登場してパスカル先生のクラスメート達を楽しませた。一様「ブーブー」しか喋れなかった。